# Gadgets de escritorio de Windows
Gadgets de escritorio de Windows (equivalente a Windows Sidebar en Windows Vista) es un motor de widgets de Microsoft Gadgets. Sus widgets, llamados gadgets, pueden realizar tareas diversas, como mostrar la fecha y hora y mostrar el uso de CPU. Varios gadgets se suministran con Windows, y cualquier persona puede desarrollar gadgets. Fue introducido con Windows Vista, pero en Windows 8 fueron eliminados definitivamente.
Los gadgets competían con Konfabulator (después llamado Yahoo! Widget Engine) y Google Desktop que también agregaban funciones similares

## Generalidades
Los gadgets se basan en una combinación de script y HTML. Pueden utilizarse para mostrar información como la hora del sistema y características de Internet tales como los feeds RSS y controlar aplicaciones externas, como Windows Media Player. También es posible ejecutar simultáneamente varias instancias de un gadget.
Microsoft ofrecía un vínculo a un sitio de web llamado Windows Live Gallery, donde se podían descargar gadgets adicionales creados por terceros. Desde Windows 8 la Live Gallery ya no existe en parte a algunos problemas de seguridad y se recomienda a los desarrolladores pasar a las apps Metro.